# Oltarnik
Oltarnik je dio oltara. To je komad platna bijele boje.
Oltarnikom je prekriven gornji dio oltara te krajevi vise s bočnih strana. Skromni čipkani uresi gdjekad obrubljuju oltarnik. Simbolika oltarnika sastoji se u tome što simbolizira platno (sindona) kojim je Kristovo tijelo bilo umotano u grobu.